# ستيفن برمنغهام
ستيفن برمنغهام (بالإنجليزية: Stephen Birmingham)‏ هو مؤرخ ثقافي ‏ وكاتب أمريكي، ولد في 28 مايو 1932 في هارتفورد في الولايات المتحدة، وتوفي في 15 نوفمبر 2015 في نيويورك في الولايات المتحدة.

## وصلات خارجية
- ستيفن برمنغهام على موقع IMDb (الإنجليزية)